# Michał Zieliński (aktor)
Michał Zieliński (ur. 1972) – polski aktor teatralny, telewizyjny i kabaretowy.
Ukończył warszawską Państwową Wyższą Szkołę Teatralną w 1996. Zdobył wyróżnienie na przeglądzie szkół teatralnych w Łodzi. W latach 1996–2006 był aktorem Teatru Powszechnego w Warszawie, następnie został zatrudniony w Och-Teatrze.
Pierwszą rolą (1996) po ukończeniu studiów była rola mężczyzny w Teatrze Ochoty w Warszawie w Ćwiczeniach z Aniołem Tomasza Łubieńskiego w reżyserii Piotra Ziniewicza z muzyką Pawła Kolendy. Spektakl był prezentowany w Kanadzie w ośrodkach polonijnych.
W latach 2017–2018 był członkiem grupy komików polskiej edycji programu rozrywkowego Saturday Night Live.

## Role teatralne
Teatr Powszechny
- 1997: Panna Tutli Putli Stanisława Ignacego Witkiewicza – Wyznawca
- 1997: Ostatnie dni ludzkości Krausa Karla – Kelner,Hotelarz
- 1997: Zdobycie Bieguna południowego Manfreda Karge – Frankieboy
- 1998: Trzy siostry Antona Czechowa – Fiedotik
- 1999: Kaleka z Inishmaan Martina McDonagha – Babbybobby
- 1999: Czwarta siostra Janusza Głowackiego – Policjant 2014
- 2000: Wesołe kumoszki z Windsoru Williama Shakespeare’a – Oberżysta
- 2001: Krol Lear Williama Shakespeare’a – Sługa
- 2002: Biesy Fiodora Dostojewskiego – Maurycy Nikołajewicz
- 2003: Historie zakulisowe Antona Czechowa – Sigajew
- 2004: Powrót na pustynię Bernard-Marie Koltesa – Spadochroniarz
- 2006: Ach, jak cudowna jest Panama Janoscha – Lis, Żniwiarz

Och-Teatr
- 2012: Trzeba zabić starszą Panią reż. Cezary Żak, rola: głos
- 2013: Miłość Blondynki Miloša Formana – rola: Tonda, Gajny, Muzyk, Strażak II
- 2014: Stosunki Prawne, reż. Szymon Turkiewicz,  rola: On
- 2015: Maria Callas. Master Class, Terrence McNally(inne języki), reż. Andrzej Domalik, rola: pracownik techniczny
- 2016: Chamlet, monolog parodysty, rola główna w monodramie
- 2016: Truciciel, Eric Chappell, reż. Cezary Żak – rola: Withers
- 2017: Dobry wojak Szwejk idzie na wojnę[2]

## Filmografia
- 1999: Miodowe lata – dr Markowski (odc. 25)
- 1999: Operacja „Koza” – adiutant Krępskiego
- 2003–2004: Męskie-żeńskie – przystojniak (odc. 2)
- 2004 W pierwszej fazie lotu – młody aktor
- 2004: Kryminalni – Mężczyzna w sklepie
- 2004: Camera Café – pracownik działu prawnego „Divitexu”
- 2006: Hela w opałach – Leon, pacjent w aptece (odc. 9)
- 2007: Ryś – Zygota
- 2007: Niania – naczelnik urzędu skarbowego (odc. 75)
- 2008: Ile waży koń trojański? – Jurek
- 2010: Kołysanka – ksiądz Marek
- 2011: Aida – Antek Misztal
- 2012: Prawo Agaty – scenarzysta Jan Szymczak (odc. 7)
- 2012: Piąty Stadion – „Napoleon” (odc. 59)
- 2014: Baron24  – klient na stacji (odc. 2)
- 2015: Nie rób scen  – sprzedawca mebli (odc. 11)
- 2015: Na dobre i na złe  – Filip, mąż Alicji (odc. 601)
- 2015: Dziewczyny ze Lwowa – Brzeski (odc. 2)

## Polski dubbing
- 1998: Flintstonowie –
  - detektyw (odc. 21)
  - dr. Len Frankenstone (odc. 116)
  - różne głosy
- 1999–2001: Batman przyszłości
- 2001–2007: Mroczne przygody Billy’ego i Mandy – ojciec Mandy, Phil
- 2002: Co nowego u Scooby’ego? – Murph
- 2005: Roboty – Wkręt
- 2007: Skunks Fu – Wieprz
- 2011: Z innej beczki – Panna Piggy
- 2011: Muppety – Kermit / Panna Piggy / Pepe
- 2014: Rio 2 – komentator
- 2014: Muppety: Poza prawem – Kermit / Panna Piggy / Krewetka Pepe
- 2015: Bystry Bill – Robert
- 2018: Deadpool 2 – Wade Wilson / Deadpool

## Parodie w programieSzymon Majewski Show
- Andrzej Lepper
- Lech Kaczyński
- Włodzimierz Cimoszewicz
- Piotr Fronczewski
- Donald Tusk
- Kazimierz Marcinkiewicz
- Roman Giertych (druga edycja)
- Paweł Janas
- Jarosław Kaczyński
- Daniel Olbrychski
- Bronisław Wildstein
- Janusz Palikot
- Radosław Majdan
- Radosław Sikorski
- Michał Żebrowski
- Bronisław Komorowski
- Lech Wałęsa
- Colin Farrell
- Michał Szpak